# Le Prix à payer (film, 1996)
Pour les articles homonymes, voir Le Prix à payer.
Pour plus de détails, voir Fiche technique et Distribution.
Le Prix à payer ou Armée et Dangereuse au Québec (Set It Off) est un thriller dramatique américain réalisé par Felix Gary Gray et sorti en 1996.
Les principaux rôles du film sont notamment interprétés par Jada Pinkett Smith, Queen Latifah, Vivica A. Fox et Kimberly Elise.

## Synopsis
Cleo, Stony, Frankie et Tisean « T.T. », quatre amies afro-américaines, vivent dans un quartier pauvre de Los Angeles. Travaillant comme femmes de ménage, elles ne gagnent pas beaucoup d'argent surtout que leur patron leur fait des retenues sur salaire injustes. Avant cet emploi, Frankie travaillait dans une banque. À la suite d'un braquage par des jeunes de son quartier, elle s'était fait virer pour complicité, bien qu'elle n'avait rien avoir là dedans. Toutes les quatre sont écœurées par le système. Cleo suggère alors de braquer des banques. Alors que Frankie est partante, Stony et T.T. hésitent. La mort du petit frère de Stony, tué par erreur par la police, lui sert de déclic. Quant à T.T., les services sociaux viennent de lui retirer son fils. Elle va alors se joindre à ses amies.

## Fiche technique
- Titre français : Le Prix à payer
- Titre québécois : Armée et Dangereuse
- Titre original : Set It Off
- Réalisation : F. Gary Gray
- Scénario : Takashi Bufford et Kate Lanier, d'après une histoire de Takashi Bufford
- Photographie : Marc Rechovsky
- Montage : John Carter
- Musique : Christopher Young
- Production : Oren Koules, Dale Pollock et F. Gary Gray
- Sociétés de production : New Line Cinema et Peak Films
- Sociétés de distribution : New Line Cinema (États-Unis), Metropolitan Filmexport/Warner Bros. (France)
- Budget : 9 000 000 $
- Pays d'origine :  États-Unis
- Langue originale : anglais
- Genre : drame, film de casse
- Durée : 123 minutes
- Dates de sortie[1] :
  - États-Unis : 6 novembre 1996
  - France : 16 juillet 1997
- Classification[2] :
  - États-Unis : R
  - France : interdit aux moins de 12 ans

## Distribution
Légende : V. Q. = Version québécoise
- Jada Pinkett Smith (V.F : Déborah Perret, V. Q. : Johanne Garneau) : Lida « Stony » Newsom
- Queen Latifah (V.F : Maïk Darah, V. Q. : Johanne Léveillé) : Cleopatra « Cleo » Sims
- Vivica A. Fox (V. Q. : Aline Pinsonneault) : Francesca « Frankie » Sutton
- Kimberly Elise (V.F : Annie Milon, V. Q. : Hélène Mondoux) : Tisean « T.T. » Williams
- John C. McGinley (V.F : Hervé Bellon, V. Q. : Jean-Luc Montminy) : le détective Strode
- Ella Joyce (en) (V. Q. : Lisette Dufour) : le détective Waller
- Blair Underwood (V.F : Lionel Henry, V. Q. : Gilbert Lachance) : Keith Weston
- Charles Robinson (V. F. : Thierry Desroses) : Nate Andrews
- Dr. Dre : Black Sam
- Charles Walker : le capitaine Fredricks
- Mark Thompson : le présentateur TV
- George Fisher : le flic
- Geoff Callan : Nigel
- Samantha MacLachlan : Ursula
- Chaz Lamar Shepherd (en) (V. Q. : François Godin) : Stevie Newsom

## Production
Le rôle de T.T. a été proposé à la chanteuse Brandy Norwood, alors que Vivica A. Fox a auditionné pour le rôle avant d'obtenir celui de Frankie. Rosie Perez devait initialement jouer Frankie Sutton. Le rappeur-producteur Dr. Dre tient un petit rôle pour sa première apparition au cinéma.
Le tournage a lieu à Los Angeles notamment dans le centre-ville

## Bande originale

### Set It Off: Music From the New Line Cinema Motion Picture
East West Records publie en septembre 1996 la bande originale du film qui contient des titres rap et R'n'B. L'album a connu un bon succès. Il s'est classé 4e dans le Billboard 200 et 3e au Top R&B/Hip-Hop Albums. L'album est porté par plusieurs singles : Set It Off, Don't Let Go (Love), Days of Our Livez, Angel, Come On, Let It Go et Missing You. Le 12 novembre 1996, l'album est certifié platine par la RIAA.
| 1.    | Set It Off                     | Ivan Martias / Andrea Martin / Organized Noize / Dana Owens / Steve Standard     | Organized Noize featuring Queen Latifah   | 5:02 |
| 2.    | Missing You                    | Gordon Chambers / Barry J. Eastmond                                              | Brandy, Tamia, Gladys Knight & Chaka Khan | 4:23 |
| 3.    | Don't Let Go (Love)            | Ivan Martias / Andrea Martin / Organized Noize                                   | En Vogue                                  | 4:51 |
| 4.    | Days of Our Livez              | Bone Thugs-N-Harmony                                                             | Bone Thugs-N-Harmony                      | 5:49 |
| 5.    | Sex Is on My Mind              | S. Brown                                                                         | Blulight                                  | 4:40 |
| 6.    | Live to Regret                 | Trevor Smith / George Spivey                                                     | Busta Rhymes                              | 4:18 |
| 7.    | Angel                          | Carolyn Franklin / Sonny Saunders                                                | Simply Red                                | 3:39 |
| 8.    | Name Callin' (Foxy Brown Diss) | Dana Owens / Nichelle Strong                                                     | Queen Latifah                             | 3:50 |
| 9.    | Angelic Wars                   | Robert Barnett / Fred Bell / Willie Knighton / Organized Noize / Jamahr Williams | Goodie Mob                                | 3:21 |
| 10.   | Come On                        | Darrell "Delite" Allamby / Billy Lawrence                                        | Billy Lawrence featuring MC Lyte          | 4:09 |
| 11.   | Let It Go                      | Keith Crouch / Glenn McKinney / Roy Dog Pennon                                   | Ray J                                     | 4:53 |
| 12.   | Hey Joe (Live)                 | Billy Roberts                                                                    | Seal                                      | 4:20 |
| 13.   | The Heist                      | Jamali Cathorn / Ericka Martin / Kim Savage                                      | Da 5 Footaz                               | 4:04 |
| 14.   | From Yo Blind Side             |                                                                                  | X-Man featuring H Squad                   | 4:04 |
| 61:23 |                                |                                                                                  |                                           |      |

### Original Motion Picture Score
Varese Sarabande publie par ailleurs en novembre 1996 la musique originale de Christopher Young. L'album contient le titre Up Against The Wind de Lori Perri.
| No  | Titre                         | Interprètes | Durée |
| --- | ----------------------------- | ----------- | ----- |
| 1.  | Up Against The Wind           | Lori Perri  | 3:29  |
| 2.  | Set It Off                    |             | 4:08  |
| 3.  | Hell Blowin Hard              |             | 2:19  |
| 4.  | Buttercrunch                  |             | 2:20  |
| 5.  | Rota Rooter                   |             | 4:03  |
| 6.  | Four-One                      |             | 1:57  |
| 7.  | Squeezebox                    |             | 1:38  |
| 8.  | Balboa Blood                  |             | 2:32  |
| 9.  | Toupee Souffle                |             | 2:23  |
| 10. | Q. For A Day                  |             | 2:58  |
| 11. | Flame On Fire                 |             | 2:10  |
| 12. | Up Against The Wind (reprise) | Lori Perri  | 4:28  |